# André Lavagne

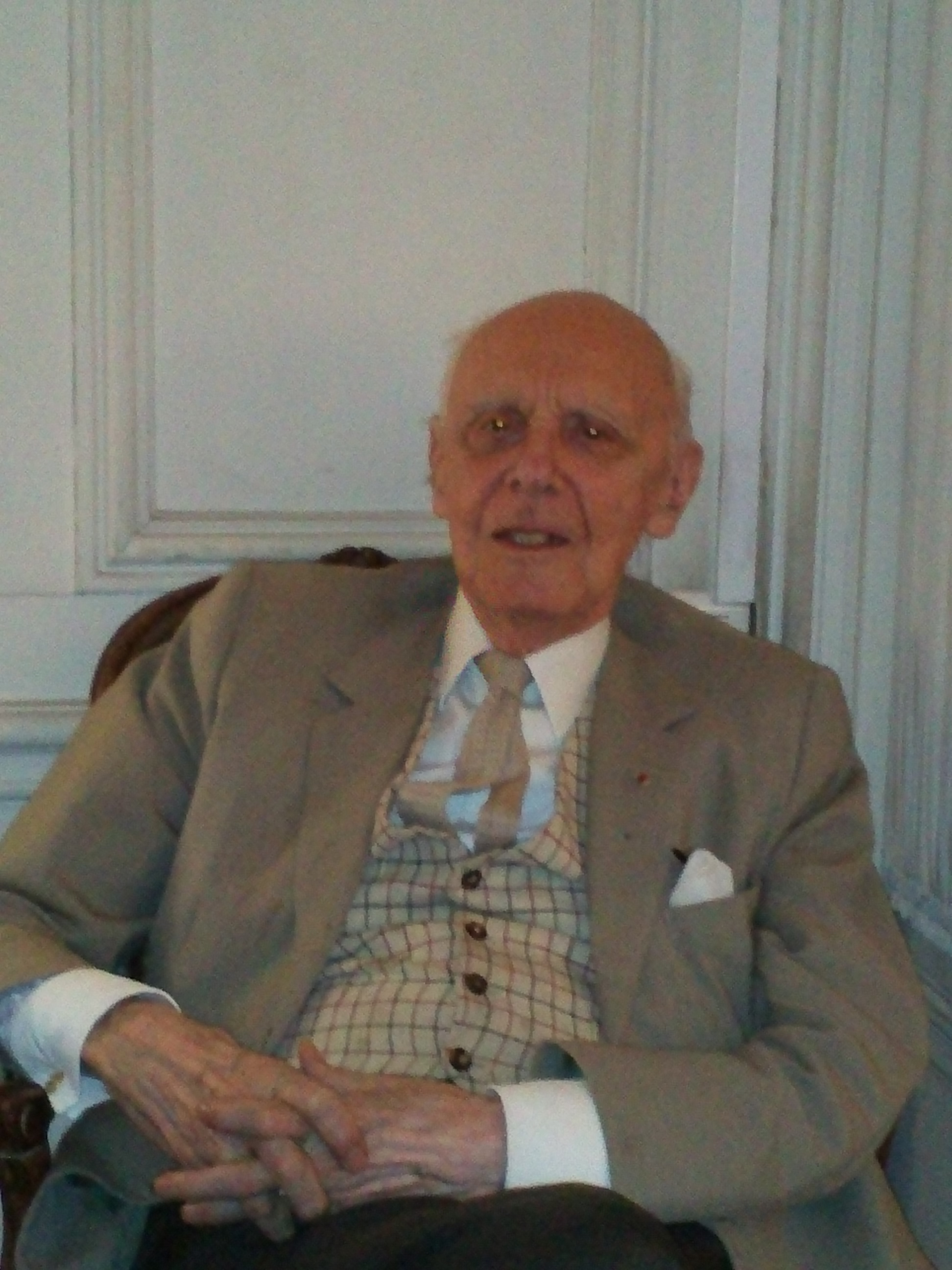
André Lavagne (Mai 2012)

André Lavagne (* 12. Juli 1913 in Paris; † 21. März 2014 ebenda) war ein französischer Komponist.

## Leben
Lavagne hatte ersten Unterricht bei seinem Vater, dem Komponisten Edmond Lavagne. Er studierte am Conservatoire de Paris Klavier bei Isidore Philipp, Kontrapunkt und Fuge bei Noël Gallon und Komposition bei Jean Roger-Ducasse. Mit der Kantate L’Anneau du roi nach einem Text von Elise Vollène gewann er 1939 den Ersten Second Grand Prix de Rome.
1935 wurde er Professor am Conservatoire de Paris, seit 1941 war er Inspektor für den Musikunterricht an den Pariser Schulen. Im Folgejahr wurde er Generalsekretär der SACEM (Société des Auteurs, Compositeurs et Éditeurs de Musique). Als musikalischer Generaldirektor der Bildungshäuser der Ehrenlegion organisierte er ab 1964 jährlich große Konzerte, wobei ihm mehrfach François Mitterrand als Vizepräsident der Amis du musée de la légion d’honneur assistierte. Außerdem schrieb Lavagne als Musikkolumnist für den Figaro und die Zeitschrift Rhône-Alpes.
Seit 1928 war Lavagne als Komponist aktiv. Er komponierte Opern, Orchesterwerke, Klaviermusik, Chorwerke und Lieder sowie Filmmusiken.

## Werke
- Concert dans un parc für Klavier und Orchester, 1938
- Comme ils s’aiment, komische Oper, Libretto von Marcel Belvianes nach Honoré de Balzacs Roman Les petites misères de la vie conjugale, 1939
- Le pauvre jongleur, Ballett, UA 1940
- Concerto romantique für Cello und Orchester, 1942, UA durch Paul Tortelier und das Orchestre Lamoureux unter Eugène Bigot
- Kermesse, Ballett nach einem Buch von Constantin Tcherkas, 1943
- Valse Caprice für Klavier, 1947
- Corinne, Oper, 1956
- Psaume 41 für Sopran, gemischten Chor und Ordhester, 1962
- Concerto pour la Veillée Pascale für Orgel, Blechbläserquintett, Pauken und Chöre, UA 1967 durch Jean Guillou an der Kirche Saint-Eustache unter Leitung von Émile Martin
- Etude baroque: grande étude de concert pour piano, 1971
- Endymion, sinfonische Dichtung
- Nox, sinfonische Dichtung für Stimme und Orchester nach einem Gedicht von Charles Leconte de Lisle, UA bei den Concerts Lamoureux
- Spectacle rassurant für Stimme und Orchester
- Poème d’Adonis
- Vision de la 4 e églogue für 19 Streicher
- Trois préludes für Klavier
- Boîte de couleurs für Klavier
- Le Jour für drei Stimmen
- La nuit blanche für Stimme und Klavier
- Trois mélodies sur des poèmes de Ronsard

## Filmografie (Auswahl)
- 1943: Au pays où fleurit l'oranger – Regie: Jean Mineur,
- 1943: Féries nocturnes – Regie: Paul de Roubaix,
- 1947: Les tous petits de la ferme – Regie: Marco de Gastyne,
- 1949: Un chien et Madame – Regie: Marcel Martin,
- 1950: Au fil de la Charente – Regie: Marc Magnien,
- 1950: L'amour maternel chez les animaux – Regie: Jean Mineur,
- 1951: Dakar, escale atlantique – Regie: Jean-Jacques Méhu,
- 1951: Un amour de parapluie – Regie: Jean Laviron (mit Louis de Funès),
- 1956: Dernières fumées – Regie: Albert Guyot,
- 1958: La guêpe maçonne – Regie: André Stenner,
- 1960: Aventure à Alger – Regie: Jacques Chabannes

## Belege
1. ↑  Biografie: André LAVAGNE (1913–2014), französisch, auf musimem.com

| Personendaten    | Personendaten           |
| ---------------- | ----------------------- |
| NAME             | Lavagne, André          |
| KURZBESCHREIBUNG | französischer Komponist |
| GEBURTSDATUM     | 12. Juli 1913           |
| GEBURTSORT       | Paris, Frankreich       |
| STERBEDATUM      | 21. März 2014           |
| STERBEORT        | Paris                   |